# Біокліматичний закон Гопкінса
Біокліматичний закон Гопкінса — закон, згідно з яким в умовах помірної кліматичної зони (наприклад, Північної Америки), у міру руху на північ, схід і вгору в гори час настання періодичних явищ в життєдіяльності організмів (наприклад, початок цвітіння) запізнюється на чотири дні на кожні 1° широти, 5° довготи і приблизно 100 м (400 футів) висоти. Закон було сформульовано американським ентомологом Ендрю Гопкінсом (англ. Andrew Delmar Hopkins) у 1938 році.
Північна Америка як континент має унікальний природний ландшафт: висота над рівнем моря на цьому континенті поступово знижується від Кордильєрів на заході до Атлантичного океану на сході, утворюючи тераси. Тому довгота місцевості визначає і її висоту, тобто і біокліматичні умови.

### Ресурси Інтернету
- Формулювання російською
- (англ.)Формулювання англійською
- (англ.)Andrew Delmar Hopkins
- Hopkins, A. D. Bioclimatics: a science of life and climate relations. (U.S. Dept. of Agriculture: 1938).